# Nicoleta Crăița Ten’o
Nicoleta Crăița Ten’o (n. 16 martie 1983, Galați, România) este o scriitoare de origine română stabilită în Germania.
Nicoleta Crăița Ten’o a urmat școala generală între anii 1989 și 1997 in localitatea natală Galați. La vârsta de 13 ani a fost nevoită să abandoneze studiul pe caz de boală. Diagnozele stabilite variaza intre schizofrenie și autism. Durata studiului absolvit include așadar școală generală. Desi aflata, in cursul unei lungi si grele suferinte, da examenul de promovare la gimnaziul LVA in 1997. A promovat examenul cu nota excelenta. A inceput cursurile liceului, dar boala a fost mult mai tare decat ea. Asa ca a trebuit sa intrerupa cursurile liceului LVA. În anul 2000 apare primul volum de versuri al Nicoletei Durerea în durere piere. În 2001, Nicoleta Crăița Ten’o migreaza cu familia in Germania. Starea ei de sănătate nu se îmbunătățește relevant. 
Familia Nicoletei Crăița Ten’o este fortata sa caute o solutie la suferinta ei si in strainatate ,asa ca se vor stabili in Germania in 2001. 
În 2002 apare la Editura Pro Transilvania din București, România, romanul de debut al Nicoletei Pe urmele Fefelegei… În octombrie 2002 apare volumul de versuri Cântece la moara timpului. În februarie 2003 apare cea de-a patra carte a Nicoletei si al doilea roman cu titlul Rebel. Romanul Rebel a obținut premiul întâi pentru creație literară Prima Verba acordat de uniunea scriitorilor din România.
Nicoletei Crăița Ten’o nu se rezuma doar la atat. Incepe sa scrie in limba germana.Cartile ei sunt pe zi ce trece mai apreciate de cititorii germani.  În aprilie 2010 i se publică primul volum de versuri în limba germană Haruka..., în august 2011 apare volumul de versuri Drei Köpfe si multe altele.Ultima carte publicata in Germania Die Naht des Silberschuhs - Jugendroman.

## Publicații

### Cărți în limba română
- Durerea în durere piere, Editura Pro Transilvania, București 2000, ISBN 973-1061-02-2
- Pe urmele Fefelegei…, Editura Pro Transilvania, București 2002, ISBN 973-8149-87-8.
- Cântece la moara timpului, Editura Pro Transilvania, București 2002, ISBN 973-8463-01-7.
- Rebel, Editura Pro Transilvania, București 2003, ISBN 973-8463-10-6

### Cărți în limba germană
- Haruka... Deutsche Literaturgesellschaft, Berlin 2010, ISBN 978-3-86215-025-0.
- Drei Köpfe. Zwiebelzwerg Verlag, Willebadessen 2011, ISBN 978-3-86806-204-5.
- Drei Köpfe Künstlerbuch. Zwiebelzwerg Verlag, Willebadessen 2011, ISBN 978-3-86806-205-2.
- Das Herz von Reika Teruaki. tredition GmbH Verlag, Hamburg 2011, ISBN 978-3-8424-1180-7.
- Schwärze. E-Book, BookRix GmbH & Co. KG, München 2011, ISBN 978-3-86479-051-5.
- Das Schweigen und die zwei Frauen. novum publishing s.l. Verlag, Palma de Mallorca 2012, ISBN 978-84-90155-00-4.
- Die Frauen des St. Petri Domes. AAVAA Verlag, Berlin 2012, ISBN 978-3845904450.
- Kinder der Freude und andere Geschichten. Zwiebelzwerg Verlag, Willebadessen 2012, ISBN 978-3868063493.
- Kinder der Freude und andere Geschichten Künstlerbuch. Zwiebelzwerg Verlag, Willebadessen 2013, ISBN 978-3868063509.
- Man bezahlte den Kuckuckseiern den Rückflug, Roman. Geest-Verlag, 2013, ISBN 978-3866854475.
- Die Wäsche wäscht sich währenddessen, Roman. Geest-Verlag, 2015, ISBN 978-3866855304.
- Atemsand,  Gedichtband. Geest-Verlag, 2016, ISBN 978-3-86685-582-3.
- Die Naht des Silberschuhs,  Jugendroman. Geest-Verlag, 2018, ISBN 978-3-86685-655-4.

## Premii și distincții
- 2003 Premiul I pentru creație literară Prima Verba, Uniunea scriitorilor din România, București
- 2012 Premiata pentru concursul de poezie XV. Gedichtwettbewerbs 2012, BIBLIOTHEK DEUTSCHSPRACHIGER GEDICHTE, München
- 2012 Premiul I la concursul literar organizat de ordinul german Odd Fellow al uniunii scriitorilor gemani din Berlin (FDA)  Freien Deutschen Autorenverband(FDA)
- 2012 Premiul II la concursul literar »Frühlicher Literaturwettbewerb» cu tematica »Bodendecker und Emporkömmlinge»
- 2013 Premiul secundar la concursul literar KUNO-Esaypreis
- 2013 Castigatoarea bursei de autor Bremer Auroerenstipendium 2013
- 2013 Castigatoarea premilului principal Berner Bücherwochen 2013
- 2017 Castigatoarea premilului Berner Bücherwochen 2017